# Stanisław Domański (duchowny)
Stanisław Domański pseud. „Cezary” (ur. 10 maja 1914 w Strzyżowicach koło Opatowa, zm. 10 marca 1946) – polski duchowny rzymskokatolicki, ksiądz, kapelan oraz żołnierz podziemia niepodległościowego w czasie II wojny światowej, oficer Armii Krajowej.

## Życiorys
Pochodził z rodziny chłopskiej. Był najstarszym dzieckiem Filipa i Anny z domu Ozdoba. Miał dwójkę rodzeństwa. Uczęszczał do Szkoły Powszechnej w Strzyżowicach i w Mydłowie, a następnie kontynuował naukę w Gimnazjum im. Bartosza Głowackiego w Opatowie. 
Był członkiem Związku Harcerstwa Polskiego.
W 1934 wstąpił do Wyższego Seminarium Duchownego w Sandomierzu. Święcenia kapłańskie otrzymał 11 czerwca 1939 z rąk bpa Jana Kantego Lorka i skierowany został jako wikariusz do parafii w Siennie.
Od stycznia 1945 związany był z organizacją „NIE”, prowadzącą działalność w ramach tzw. drugiej konspiracji. W maju 1945 związał się z Ruchem Oporu Armii Krajowej, stając na czele około 40-osobowego oddziału ROAK w Siennie (jego zastępcą do spraw operacyjnych była Jan Wiśniewski pseud. „Sęp”). Grupa „Cezarego” dokonała między innymi kilku akcji rozbrojenia posterunków MO w Borii i Siennie. W związku z rozpracowaniem, jego grupy przez UB, ks. Domański z kilkoma współpracownikami, ukrywał się krótki czas na Śląsku. W marcu 1946 powrócił w rodzinne strony.  
9 marca 1946 został ranny w trakcie obławy zorganizowanej przez funkcjonariuszy UB w Eugeniowie koło Sienna. Poddany brutalnemu śledztwu, zmarł w dniu następnym.
Został pochowany 13 marca 1946 roku na cmentarzu w Strzyżowicach, a jego pogrzeb przerodził się w manifestację patriotyczną.

## Upamiętnienie

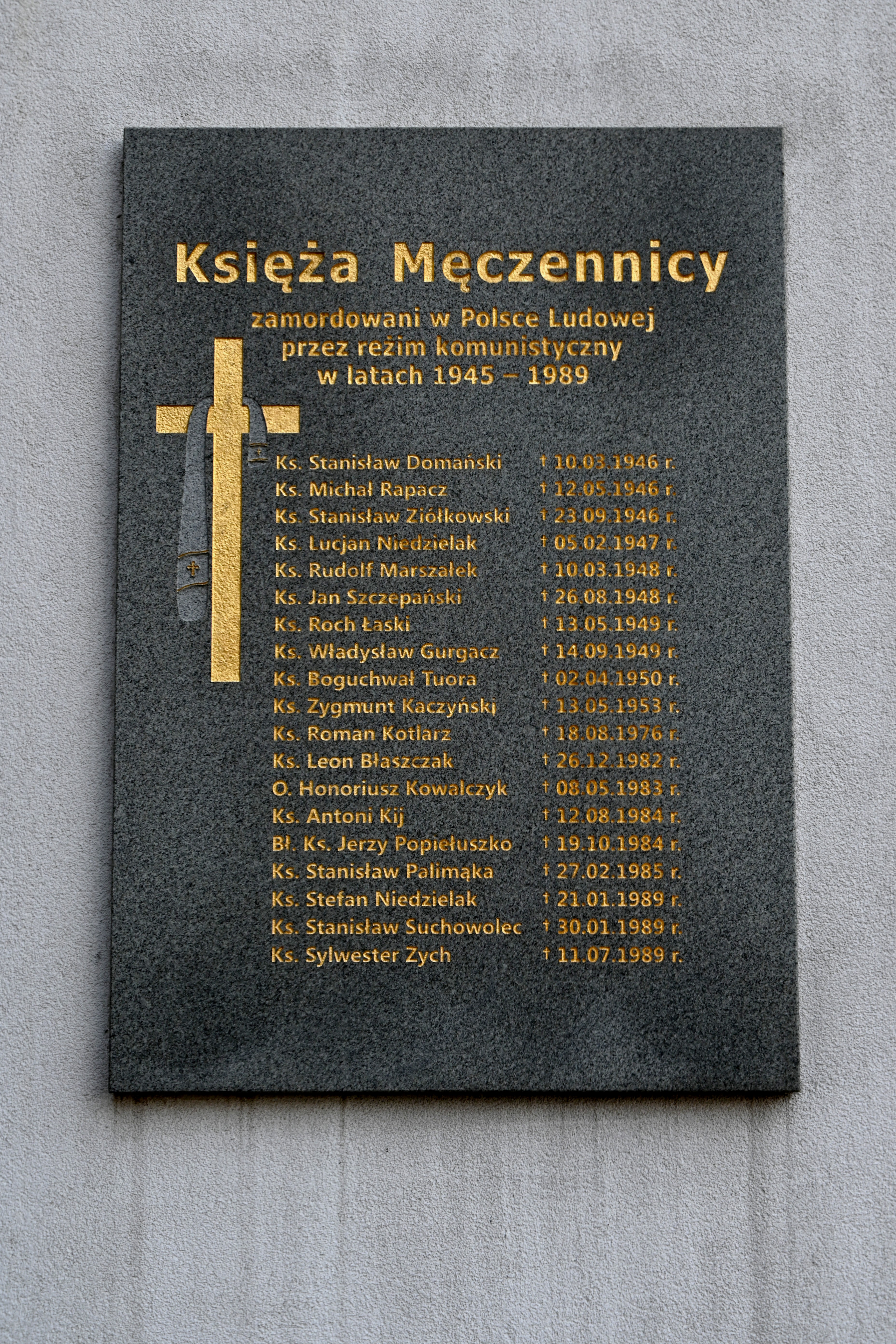
Tablica upamiętniająca księży zamordowanych w Polsce Ludowej, umieszczona przy wejściu do Sanktuarium Matki Bożej Królowej Polskich Męczenników w Warszawie

W 2009 ukazała się książka Grzegorza Sado pt. „O Polskę biało-czerwoną. Ksiądz Stanisław Domański ps. »Cezary« (1914–1946)”, której wydawcą był Instytut Pamięci Narodowej. Lubelski oddział IPN oraz TVP S.A. Oddział w Lublinie, przygotowały również film dokumentalny poświęcony osobie ks. Stanisława Domańskiego.
17 września 2010 roku szkoły wchodzące w skład Zespołu Szkół Ponadgimnazjalnych w Siennie, otrzymały imię ks. majora Stanisława Domańskiego. W marcu 2012 roku w budynku dydaktycznym przy ul. Szkolnej 41 została otwarta również Izba Pamięci poświęcona patronowi.
23 września 2012 w Sanktuarium Bolesnej Królowej Polski w Kałkowie Godowie odsłonięto tablice poświęconą postaci ks. Stanisława Domańskiego. 
W czerwcu 2023 r. jego grób został wpisany do ewidencji grobów walk o wolność i niepodległość Polski.

## Odznaczenia
W listopadzie 1944 został odznaczony Krzyżem Walecznych.
W 2009 został pośmiertnie odznaczony przez Prezydenta Lecha Kaczyńskiego – Krzyżem Kawalerskim Orderu Odrodzenia Polski.